# Al Humaydat (huyện)
Huyện Al Humaydat là một huyện thuộc tỉnh Al Jawf, Yemen. Đến thời điểm năm 2003, huyện này có dân số 20026 người